# Krucjata aragońska

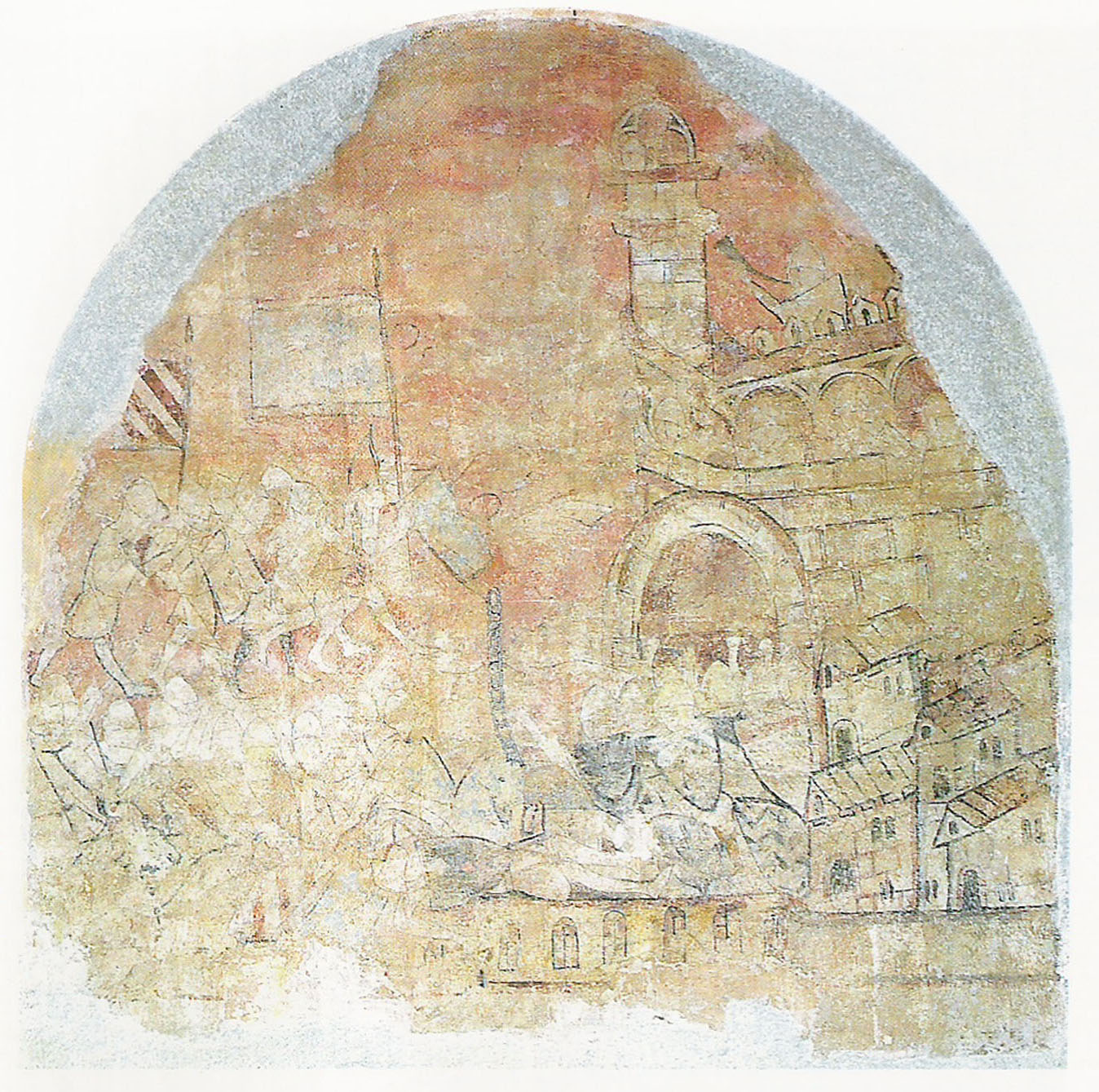
Fresk przedstawiający oblężenie Girony

Krucjata aragońska – część kampanii stanowiących etap większej wojny o władzę nad południowymi Włochami, zapoczątkowaną przez Nieszpory Sycylijskie. Krucjata została ogłoszona przez papieża Marcina IV przeciwko królowi Aragońskiemu Piotrowi III Wielkiemu w 1284 roku. Było to spowodowane faktem, iż niedawno podporządkował on sobie Sycylię, której mieszkańcy podnieśli bunt przeciwko propapieskim władcom z francuskiej dynastii Andegawenów. Papież rościł też sobie prawa do dawnych ziem państwa Hautevillów jako swojego lenna. Marcin IV nie tylko wezwał do zbrojnego wystąpienia przeciwko Piotrowi III, ale także ogłosił jego detronizację, powołując się na zwierzchność nad królami Aragonii - dziadek Piotra III, jego imiennik Piotr II, uznał się bowiem lennikiem papiestwa. Wyprawę przeciwko Aragonii podjął Karol de Valois, syn króla francuskiego Filipa III Śmiałego, skądinąd siostrzeniec Piotra III.
Konflikt szybko przekształcił się w wojnę domową, gdyż brat Piotra, władający Majorką Jakub II, przystąpił do obozu francuskiego. Jakub był również dziedzicem hrabstwa Roussillon, które mogło okazać się kluczowe, gdyż znajdowało się pomiędzy ziemiami Francuzów a Aragończyków. 
W 1284 pierwsze francuskie wojska pod dowództwem Filipa III i Karola de Valois dotarły do Roussillon. Oddziały te były bardzo znaczne, a do tego wspierała je liczna flota, której za bazę służyły porty na południu Francji. Mimo iż Francuzi cieszyli się poparciem Jakuba II, to miejscowa ludność wystąpiła przeciwko nim postrzegając ich jako najeźdźców. Miasto Elne stawiło opór pod dowództwem tak zwanego Bâtard de Roussillon (Bastarda z Roussillon), nieślubnego syna Nuño Sáncheza, niegdysiejszego hrabiego Roussillon. Ostatecznie jednak miasto upadło, a armia francuska wymordowała mieszkańców i obrońców, i doszczętnie je zniszczyła, paląc nawet miejscową katedrę (mimo obecności legata papieskiego w swych szeregach). Dowodzący obroną Bâtard został wzięty do niewoli, ale przeżył. 
W 1285 Filip rozbił obóz pod Gironą i rozpoczął oblężenie. Opór był bardzo silny, ale miasto zostało zdobyte. To właśnie w Gironie odbyła się koronacja Karola de Valois, mimo iż nie posiadał on insygniów koronacyjnych. W czasie uroczystości, która odbyła się 28 kwietnia kardynał Jean Cholet, niedysponując koroną aragońską, włożył na głowę Karola swój kapelusz, dlatego później zwano go prześmiewczo roi du chapeau ("Król z kapelusza").
Mimo początkowych sukcesów, sytuacja wojsk francuskich szybko się pogorszyła i musiały one rozpocząć odwrót. Admirał aragoński Roger de Lauria pokonał francuską flotę w bitwie nieopodal wysp Les Formigues, a wśród wojsk lądowych wybuchła epidemia dyzenterii. Rozchorował się nawet sam król. Władcy rozpoczęli negocjacje dotyczące bezpiecznego przekroczenia Pirenejów przez członków francuskiej rodziny królewskiej. Rozmowy te nie dotyczyły ewakuacji armii francuskiej, która wkrótce została rozbita i zdziesiątkowana w bitwie pod Col de Panissars. W niewielkim odstępie czasu chory na czerwonkę Filip zmarł w Perpignan, stolicy swojego sojusznika Jakuba II, króla Majorki. Został pochowany w Narbonne. Był to koniec krucjaty aragońskiej.
Historyk H. J. Chaytor napisał później o tej wojnie iż była "prawdopodobnie najbardziej niesprawiedliwą, niepotrzebną i tragiczną wyprawą w dziejach monarchii Kapetyngów". Inny historyk, W. C. Jordan, twierdził iż wydarzenie to miało ogromny wpływ na następcę tronu - Filipa IV, który od tamtej pory nieufnie, a nawet wrogo odnosił się do polityki Kościoła, co w przyszłości miało zaowocować niewolą awiniońską, która z kolei odcisnęła znaczące piętno na losach całej Europy. Dla Francji krucjata aragońska nie miała większych następstw, ale dla królestwa Majorki była bardziej brzemienna w skutki. Doszło do konfliktu między synem Piotra III, który zmarł niedługo po Filipie III, Alfonsem a Jakubem II. Alfons zaatakował jego państwo, odbierając mu znaczne tereny. Jakubowi udało się odzyskać tylko Baleary - jego władzę potwierdzał traktat z Anagni podpisany w 1295 r.